# Ryo Kiyuna
Ryo Kiyuna (Okinawa, 12 de julho de 1990) é um carateca japonês, campeão olímpico.

## Carreira
Formada pela Universidade Internacional de Okinawa, Kiyuna conquistou a medalha de ouro nos Jogos Olímpicos de Verão de 2020 em Tóquio, após confronto na disputa contra o espanhol Damián Quintero na modalidade kata masculina. Ele também foi quatro vezes medalhista de ouro no evento de kata individual no Campeonato Mundial de Caratê e duas vezes medalhista de ouro no evento de kata por equipe masculino, ao lado de Arata Kinjo e Takuya Uemura.